# Videlicet
El adverbio videlicet y su abreviatura viz.  son vocablos empleados como sinónimos de «a saber», «concretamente», «que quiere decir», y «de la siguiente forma».

## Etimología
Viz. es la abreviatura de los escribas medievales de videlicet, que utiliza concretamente una abreviatura tironiana. Se compone de las letras v e i, seguidas por ⁊, la contracción latina medieval común de et y -et. Se incluyó en Unicode desde la versión 5.1. El uso actual de ⁊ que significa también «y» (independientemente de lo que significa la palabra «y» en el idioma del texto) es el único otro caso de uso remanente de cualquier abreviatura tironiana.

## Uso
Viz. es abreviatura de videlicet, que a su vez es una contracción en latín de videre licet que significa ‘se permite conocer’. Ambas formas introducen una especificación o descripción de algo indicado anteriormente; usualmente esto es una lista precedida por dos puntos (:). Aunque ambas formas sobrevivieron en el español, viz. es mucho más común que videlicet.
En contraposición a i. e. y v. g., viz. se usa para indicar una descripción detallada de algo que se dijo antes, y cuando precede a una lista de miembros de un grupo e implica (casi) exhaustividad.
- Viz. por lo general se lee en voz alta como «es decir», «a saber», o «que devengará en»,[4] pero a veces se pronuncia como se escribe, viz.: /ˈvɪz/.
- Videlicet se pronuncia como /vɪˈdɛlɨsɛt/ o /wɪˈdeɪlɨkɛt/.[4]

Una expresión similar es scilicet, abreviado como sc., que en latín significa ‘respectivamente’. Sc. antecede a una aclaración parentética, elimina una ambigüedad o suministra una palabra omitida en el texto anterior, mientras que viz. se utiliza por lo general para elaborar o detallar textos que le preceden. En el lenguaje legal, scilicet aparece abreviado como ss. o, en un subtítulo, como §, donde se ofrece una afirmación de lugar y se lee como «que devengará en». Scilicet se puede leer como «a saber», «que devengará en», o «es decir», o pronunciarse como /ˈsɪlɨsɛt/ o /ˈskiːlɨkɛt/.

### Ejemplos
- «No se entendió el argumento principal de su discurso, viz. que nuestra actitud era en realidad perjudicial».
- «Mi abuelo tuvo cuatro hijos que llegaron a adultos, viz.: Thomas, John, Benjamin y Josiah».[7]
- «Los gases nobles, viz.: helio, neón, argón, xenón, criptón y radón, muestran un comportamiento imprevisto cuando se exponen a este nuevo elemento».